# Почесні доктори Львівської політехніки
Список Почесних докторів Львівської політехніки з 1912 року і по сьогодні.

## Історія
Почесний доктор (лат. Doctor Honoris Causa) — це найвище почесне звання Національного університету «Львівська політехніка», яке присвоюється громадським, державним і релігійним діячам, політикам, науковцям України та світу за значний внесок у розвиток науки, освіти, культури і духовності. Почесне звання надається рішенням Вченої ради Львівської політехніки.
Першою лауреаткою звання Doctor Honoris Causa Львівської політехніки (на той час Вищої політехнічної школи) отримала у 1912 році Марія Склодовська-Кюрі, яка прочитала лекцію в хімічному корпусі. Після радянської анексії західноукраїнських земель у 1939 році звання не присвювалося. Традиція відновилася за Незалежної України у 1995 році.

## Список
Станом на 20.01.2025
Список складений у хронологічному порядку з можливістю сортування.
Список складений згідно з даними офіційного вебсайту Національного університету «Львівська політехніка».
| ім'я                           | дата | коротко про особу |
| ------------------------------ | ---- | --- |
| Марія Склодовська-Кюрі         | 1912 | польська та французька науковиця (фізика і хімія), викладачка університету, громадська діячка |
| Ян Непомуцен Франке            | 1912 | вчений механік, ректор (1874—1875 рр.) Цісарсько-королівської технічної академії у Львові; (1880—1881 рр.; 1890—1891 рр.) Цісарсько-королівської Вищої технічної школи у Львові, тепер Національний університет «Львівська політехніка»                                                         |
| Юліан Медведський              | 1912 | доктор філософії, професор хімії, геолог і петрограф, ректор (1879—1880 рр.; 1884—1885 рр.; 1887—1888 рр.) Національного університету «Львівська політехніка», на той час Цісарсько-королівської Вищої технічної школи у Львові                                                                 |
| Август Вітковський             | 1912 | польський фізик (фахівець з теорії газів), випускник та професор (від 1884 р.) Львівської політехнічної школи, професор (від 1888 р.) та ректор (1910—1911 р.р.) Ягеллонського університету в Кракові                                                                                           |
| Казімєж Обренбович             | 1912 | польський інженер і проектувальник опалювальних приладів і санітарних установок залізничних споруд, активіст Асоціації техніків і Товариства наукових курсів |
| Юзеф Дзеконський               | 1919 | польський архітектор, автор проєктів великої кількості храмів у Польщі |
| Кароль Скібінський             | 1921 | інженер-залізничник, професор, ректор (1891—1892 рр.) Національного університету «Львівська політехніка», на той час Цісарсько-королівської Вищої технічної школи |
| Ігнацій Мосцицький             | 1922 | вчений-хімік, винахідник, професор та ректор (у 1925—1926 роках) Львівської політехніки, який був 3-м президентом Польщі |
| Фердинанд Фош                  | 1923 | французький військовик, маршал Франції (з 1918). Під час Першої світової війни командир корпусу, начальник Генерального штабу (1917), голова Військового комітету союзників (1918), голова вищої Військової Ради, фельдмаршал армії (1919), маршал Польщі (1923)                                |
| Роман Інгарден                 | 1925 | польський філософ, який працював над проблемами феноменології, онтології та естетики |
| Анджей Кендзьор                | 1925 | польський політик, міністр, активіст польської народної партії «Пяст» |
| Фелікс Кухажевський            | 1925 | польський інженер, спеціаліст з гідродинаміки та механіки конструкцій, історик науки, професор Варшавської політехніки |
| Александр Васютинський         | 1925 | професор Варшавського політехнічного університету, фахівець у галузі залізниць, піонер у галузі випробувань колій під час руху поїздів |
| Тадеуш Фідлер                  | 1929 | вчений, професор теорії теплотехнічного машинобудування, який двічі був ректором Львівської політехніки, на той час Вищої політехнічної школи, а саме у 1902—1903, 1911—1912 роках |
| Станіслав Белжецький           | 1930 | польський інженер-будівельник залізниць і мостів, професор |
| Ральф Моджеєвський             | 1930 | польський і американський інженер, будівельник залізниць і мостів, фахівець в галузі будівництва підвісних мостів |
| Поль Сежурне                   | 1930 | французький інженер, який спеціалізувався на будівництві великих аркових мостів з кам'яної кладки |
| Нільс Еббесен Гансен[уточнити] | 1931 | дансько-американський садівник, ботанік і сільськогосподарський дослідник |
| Казімєж Бартель                | 1935 | вчений, професор нарисної геометрії, математик, політичний діяч, який в 1930—1931 роках був ректором Львівської політехніки |
| Здіслав Раушер                 | 1936 | польський метролог, державний діяч, директор Центрального управління заходів, член Варшавського наукового товариства |
| Тадеуш Стриєнський             | 1939 | польський архітектор, підприємець |
| Мартін Кубелік                 | 1995 | чеський архітектор, історик архітектури, археолог і етнолог |
| Вітольд Бростов                | 1999 | інженер та матеріалознавець професор Університету Північного Техасу |
| Анджей Вишнєвський             | 1999 | польський інженер-електрик, професор, колишній міністр науки |
| Пітер Джордж                   | 2001 | канадський економіст, президент Ради університетів Онтаріо (1991—1995) |
| Анджей Муляк                   | 2001 | польський інженер, професор технічних наук, ректор Вроцлавського науково-технічного університету у 1996—2002 роках |
| Герд Єгер                      | 2002 | професор Технічного університету німецького міста Ільменау |
| Володимир Литвин               | 2002 | Голова Адміністрації Президента України (1999—2002), голова Верховної Ради у 2002—2006 роках та з 9 грудня 2008 року до 6 грудня 2012 року |
| Олексій Івахненко              | 2002 | український вчений у галузі інформатики, автоматичного керування і математичного моделювання |
| Анатолій Шидловський           | 2002 | учений у галузі електроенергетики та електротехніки |
| Петер Скаліцький               | 2003 | ректор Віденського технічного університету, Австрія |
| Ярослав Яцків                  | 2005 | український астроном і геодезист, доктор фізико-математичних наук, академік НАН України, президент Української астрономічної асоціації, директор Головної астрономічної обсерваторії НАН України                                                                                                |
| Вернер Дурт                    | 2005 | німецький архітектор, соціолог, історик архітектури та професор Технічного університету Дармштадта |
| Юрій Єхануров                  | 2006 | український політик, у 2005—2006 — Прем'єр-міністр України |
| Мар'ян Долішній                | 2006 | український економіст, доктор економічних наук, професор, академік НАН України |
| Мирон Лозинський               | 2006 | український учений у галузі хімії біологічно активних речовин, доктор хімічних наук, професор, академік Національної академії наук України |
| Володимир Панасюк              | 2007 | український учений у галузі механіки та фізики міцності матеріалів і конструкцій. Академік Національної академії наук України. Заслужений діяч науки і техніки України |
| Бредлі Маккензі                | 2008 | доктор філософії в соціальній роботі, заслужений професор (Professor Emeritus) Манітобського університету, директор українсько-канадського мегапроєкту «Реформування соціальних служб» (1999—2003 рр.)                                                                                          |
| Войцех Зелінський              | 2008 | польський хімік, професор і ректор Сілезького технологічного університету в 2002—2008 роках |
| Кшиштоф Павловський            | 2009 | польський фізик, політик, сенатор, підприємець |
| Володимир Макаров              | 2009 | український математик, академік НАН України, засновник відділу обчислювальної математики Інституту математики НАН України, член бюро Відділення математики НАН України |
| Тадеуш Вєнцковський            | 2011 | польський інженер, доктор технічних наук, професор, ректор Вроцлавської політехніки у періоди 2008—2012 та 2012—2016 років. Віце-президент Польської академії наук |
| Тімоті Дж. Мейсон              | 2012 | британський вчений, фахівець у галузі звукохімії, професор Університету Ковентрі |
| Жан-Марі Лен                   | 2012 | французький хімік. Член Геттінгенської академії наук |
| Пйотр Лебковський              | 2014 | доктор філософії, інженер, професор Гірничо-металургійної академії імені Станіслава Сташиця |
| Лешек Бальцерович              | 2015 | польський економіст і політик, організатор та ідейний натхненник польських економічних реформ (так званої «шокової терапії» або «Плану Бальцеровича») |
| Евген Чолій                    | 2016 | канадський правник українського походження. Президент Світового Конґресу Українців (2008—2018) |
| Яцек Пурхля                    | 2017 | польський історик мистецтва та економіст, професор гуманітарних наук, засновник і директор Міжнародного культурного центру в Кракові |
| Тадеуш Сломка                  | 2018 | фахівець у галузі седиментології родовищ та математичних методів в геології, доктор філософії, інженер, професор Гірничо-металургійної академії імені Станіслава Сташиця |
| Євген-Зенон Стахів             | 2019 | американський учений українського походження, директор з міжнародних проектів Інституту водних ресурсів Корпусу інженерів армії США. Інженер, доктор наук з водних ресурсів, професор, керівник інституту географії та екології університету Джона Гопкінса (Балтимор, США)                     |
| Ігор Юхновський                | 2019 | український фізик-теоретик, громадський та політичний діяч. Доктор фізико-математичних наук, професор, академік НАН України, народний депутат України І — IV скликань |
| Роман Кушнір                   | 2022 | директор Інституту прикладних проблем механіки і математики ім. Я. С. Підстригача, дійсний член НАН України, доктор фізико-математичних наук, професор кафедри прикладної математики Інституту прикладної математики та фундаментальних наук Національного університету «Львівська політехніка» |
| Аркадіуш Менжик                | 2023 | польський інженер, професор технічних наук, професор Сілезького технологічного університету, ректор цього університету та декан факультету машинобудування |
| Тарас Кицмей                   | 2024 | український підприємець, науковець, економіст і громадський діяч. Президент корпорації SoftServe. Заслужений економіст України. Голова правління Асоціації «Інформаційні технології України». Член сенату Українського католицького університету                                                |
| Денис Шмигаль                  | 2024 | український державний діяч, інженер-економіст. Прем'єр-міністр України з 4 березня 2020 року |